# Tembleque

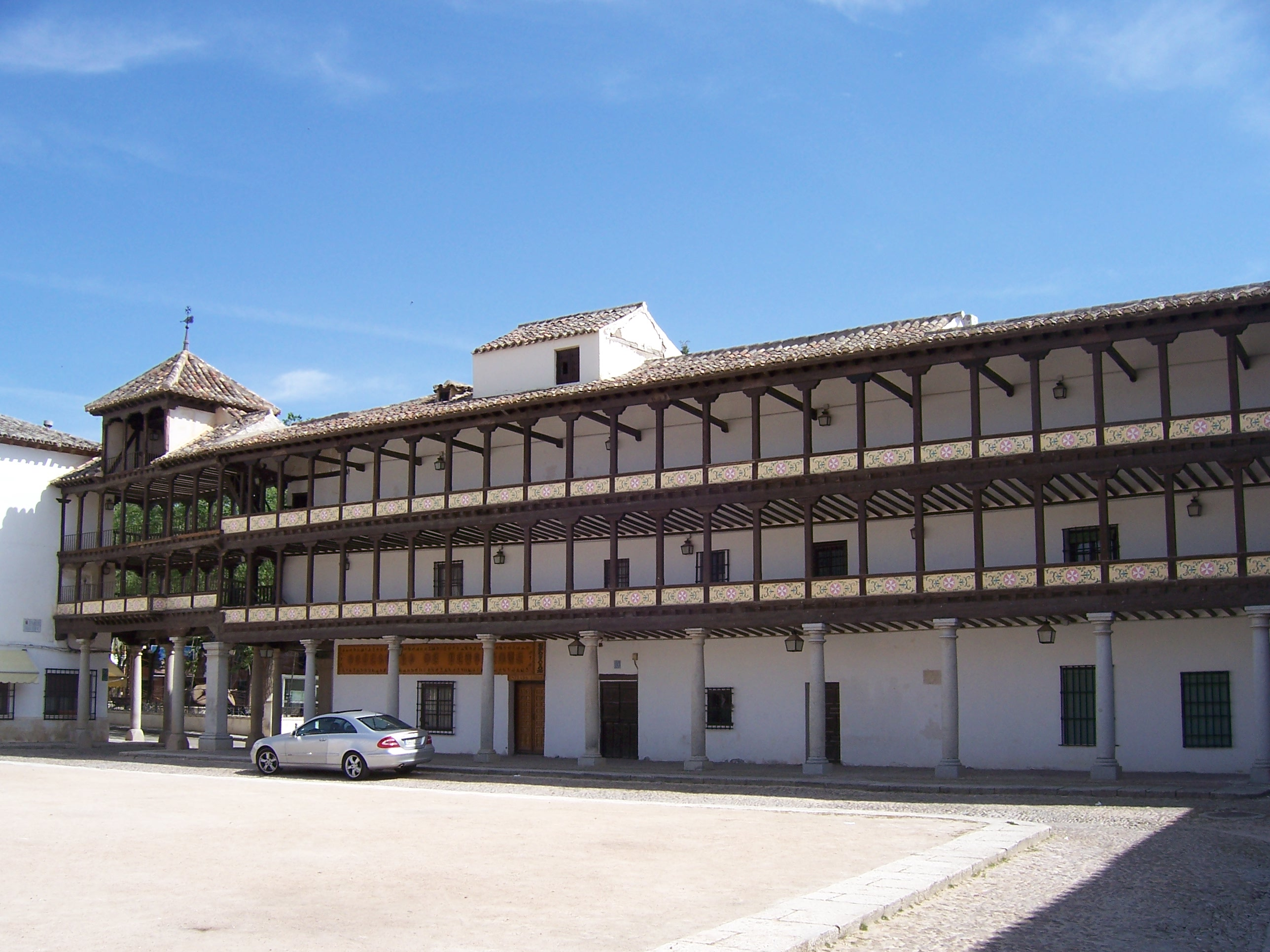
Plein van Tembleque

Tembleque is een gemeente in de Spaanse provincie Toledo in de regio Castilië-La Mancha met een oppervlakte van 223 km². Tembleque telt 2.091 inwoners (1 januari 2016).
Ajofrín · Alameda de la Sagra · Albarreal de Tajo · Alcabón · Alcañizo · Alcaudete de la Jara · Alcolea de Tajo · Aldea en Cabo · Aldeanueva de Barbarroya · Aldeanueva de San Bartolomé · Almendral de la Cañada · Almonacid de Toledo · Almorox · Añover de Tajo · Arcicóllar · Argés · Azután · Barcience · Bargas · Belvís de la Jara · Borox · Buenaventura · Burguillos de Toledo · Burujón · Cabañas de la Sagra · Cabañas de Yepes · Cabezamesada · Calera y Chozas · Caleruela · Calzada de Oropesa · Camarena · Camarenilla · Camuñas · Cardiel de los Montes · Carmena · Carranque · Carriches · Casarrubios del Monte · Casasbuenas · Castillo de Bayuela · Cazalegas · Cebolla · Cedillo del Condado · Cervera de los Montes · Chozas de Canales · Chueca · Ciruelos · Cobeja · Cobisa · Consuegra · Corral de Almaguer · Cuerva · Domingo Pérez · Dosbarrios · El Campillo de la Jara · El Carpio de Tajo · El Casar de Escalona · El Puente del Arzobispo · El Real de San Vicente · El Romeral · El Toboso · El Viso de San Juan · Erustes · Escalona · Escalonilla · Espinoso del Rey · Esquivias · Fuensalida · Gálvez · Garciotum · Gerindote · Guadamur · Herreruela de Oropesa · Hinojosa de San Vicente · Hontanar · Hormigos · Huecas · Huerta de Valdecarábanos · Illán de Vacas · Illescas · La Estrella · La Guardia · La Iglesuela · La Mata · La Nava de Ricomalillo · La Puebla de Almoradiel · La Puebla de Montalbán · La Pueblanueva · La Torre de Esteban Hambrán · La Villa de Don Fadrique · Lagartera · Las Herencias · Las Ventas con Peña Aguilera · Las Ventas de Retamosa · Las Ventas de San Julián · Layos · Lillo · Lominchar · Los Cerralbos · Los Navalmorales · Los Navalucillos · Los Yébenes · Lucillos · Madridejos · Magán · Malpica de Tajo · Manzaneque · Maqueda · Marjaliza · Marrupe · Mascaraque · Mazarambroz · Mejorada · Menasalbas · Méntrida · Mesegar de Tajo · Miguel Esteban · Mocejón · Mohedas de la Jara · Montearagón · Montesclaros · Mora · Nambroca · Navahermosa · Navalcán · Navalmoralejo · Navamorcuende · Noblejas · Noez · Nombela · Novés · Numancia de la Sagra · Nuño Gómez · Ocaña · Olías del Rey · Ontígola · Orgaz · Oropesa · Otero · Palomeque · Pantoja · Paredes de Escalona · Parrillas · Pelahustán · Pepino · Polán · Portillo de Toledo · Puerto de San Vicente · Pulgar · Quero · Quintanar de la Orden · Quismondo · Recas · Retamoso de la Jara · Rielves · Robledo del Mazo · San Bartolomé de las Abiertas · San Martín de Montalbán · San Martín de Pusa · San Pablo de los Montes · San Román de los Montes · Santa Ana de Pusa · Santa Cruz de la Zarza · Santa Cruz del Retamar · Santa Olalla · Santo Domingo-Caudilla · Sartajada · Segurilla · Seseña · Sevilleja de la Jara · Sonseca · Sotillo de las Palomas · Talavera de la Reina · Tembleque · Toledo · Torralba de Oropesa · Torrecilla de la Jara · Torrico · Torrijos · Totanés · Turleque · Ugena · Urda · Valdeverdeja · Valmojado · Velada · Villacañas · Villafranca de los Caballeros · Villaluenga de la Sagra · Villamiel de Toledo · Villaminaya · Villamuelas · Villanueva de Alcardete · Villanueva de Bogas · Villarejo de Montalbán · Villarrubia de Santiago · Villaseca de la Sagra · Villasequilla · Villatobas · Yeles · Yepes · Yuncler · Yunclillos · Yuncos